# Pultenaea ochreata
Pultenaea ochreata är en ärtväxtart som beskrevs av Meissner. Pultenaea ochreata ingår i släktet Pultenaea och familjen ärtväxter. Inga underarter finns listade i Catalogue of Life.